# O Chin-u
O Chin-u (en coréen : 오진우, anglicisé O Jin-u), né le 8 mars 1917 dans le Hamgyŏng du Sud et mort le 25 février 1995 à Pyongyang, est un militaire et homme politique nord-coréen.

## Biographie
Il a servi dans l'unité des partisans de Kim Il-sung et a finalement gravi les échelons de l'Armée populaire de Corée. Il s'est distingué pendant la guerre de Corée et a été un conseiller de confiance de Kim Il-sung jusqu'à la mort de ce dernier. Grâce à sa relation avec Kim Il-sung, O Chin-u a pu profiter de la richesse et de la renommée, ce a duré même sous Kim Jong-il.
Il a été Ministre de la Défense nationale de mai 1976 jusqu'à sa mort en février 1995. Il est un fervent défenseur du programme nucléaire de la Corée du Nord.